# THEOS (satélite)
THEOS, também conhecido como Thaichote, é a denominação de um satélite de observação da Terra da Tailândia, desenvolvido pela EADS Astrium SAS, de Toulouse, França.[carece de fontes?]
Em Julho de 2004, a EADS Astrium SAS assinou um contrato para a entrega do THEOS com a GISTDA (Geo-Informatics and Space Technology Development Agency) de Bangkok, na Tailândia. A GISTDA é a agência espacial tailandesa, e o Ministério da ciência e tecnologia da Tailândia financiou o projeto.[carece de fontes?]
Ele foi lançado da Base aérea de Dombarovsky as 06:37 GMT em 1 de Outubro de 2008, por um foguete Dnepr. O lançamento foi adiado várias vezes devido a liberação para o mesmo ter sido negada pelos países afetados pela rota do lançamento.